# Luleminko
Luleminko (kaszb. Luleminkò, niem. Parzellen) – wyludniona kolonia w Polsce położona w województwie pomorskim, w powiecie słupskim, w gminie Kobylnica na Równinie Słupskiej.
W latach 1975–1998 miejscowość administracyjnie należała do województwa słupskiego.
Występuje również wariant nazewniczy Luleminek.

## Nazwa
Nazwa miejscowości jest tzw. chrztem nazewniczym i ma charakter pseudotopograficzny-relacyjny. Powstała przez zdrobnienie nazwy miejscowej Lulemino przy pomocy formantu -k-. Pierwotna niemiecka nazwa Parzellen ma charakter kulturowy i jest przeniesiona z nazwy pospolitej Parzellen „parcele, działki”.
Rada Języka Kaszubskiego proponuje opartą na polskiej kaszubską formę nazwy Luleminkò.